# Деніел Лафферті
Деніел Лафферті (англ. Daniel Lafferty, нар. 1 квітня 1989, Деррі) — північноірландський футболіст, захисник англійського клубу «Бернлі» і національної збірної Північної Ірландії.
Володар Кубка Ірландії. 

## Клубна кар'єра
Народився 1 квітня 1989 року в місті Деррі. Вихованець футбольної школи шотландського «Селтіка». 2010 року уперше потрапив до заявки основної комнади з Глазго, проте в іграх чемпіонату в її складі на поле виходив. Того ж року дебютував у дорослому футболі виступами за іншу шотландську команду, «Ейр Юнайтед», в якій грав на умовах оренди.
Влітку 2010 року отримав статус вільного агента, я якому уклав контракт з клубом з рідного міста, «Деррі Сіті». Відіграв два роки за цю північноірландську команду, що змагалася у першості Республіки Ірландія.
На початку 2012 року став гравцем англійського «Бернлі» з Чемпіонату Футбольної Ліги. Не зумів стати стабільним гравцем основного складу цієї команди, 2015 року віддавався в оренду, спочатку до «Ротергем Юнайтед», а згодом до «Олдем Атлетик». По завершенні терміну останньої оренди навесні 2016 року повернувся до «Бернлі».

## Виступи за збірні
2005 року провів дві гри у складі молодіжної збірної Північної Ірландії.
2012 року дебютував в офіційних матчах у складі національної збірної Північної Ірландії. Наразі провів у формі головної команди країни 13 матчів. У травні 2016 був включений до попередньої розширеної заявки збірної для участі у фінальній частині чемпіонату Європи 2016 року.

## Титули і досягнення
- Чемпіон Ірландії (1):

«Шемрок Роверс»: 2020
- Володар Кубка Ірландії (2):

«Деррі Сіті»:  2012
«Шемрок Роверс»: 2019
- Володар Кубка ірландської ліги (2):

«Деррі Сіті»:  2011